# هیانیس (ماساچوست)
هیانیس (به انگلیسی: Hyannis) یک منطقهٔ مسکونی در ایالات متحده آمریکا است که در شهرستان برنستبل، ماساچوست واقع شده‌است. هیانیس ۲۴٫۳۴ کیلومتر مربع مساحت و ۱۴٬۰۸۹ نفر جمعیت دارد.